# グリニッジ・ボロFC
グリニッジ・ボロ・フットボール・クラブ（英: Greenwich Borough Football Club）はイングランド、ロンドン、グリニッジを本拠地とするサッカークラブチームである。2017-2018シーズンはイスミアンリーグ・ディヴィジョン1・サウス（8部相当）に所属。

## 歴史
1928年にウーリッジ・ボロ・カウンシルFCとして創設される。1984年に現在の名称を使用するようになった。1984/85シーズンにはイアン・ライトが所属していた。

## 所属リーグ
- 1928年-1929年 ウーリッジ＆ディストレクトリーグ
- 1929年-1939年 ケント・アマチュアリーグ
- 1946年-1948年 ケント・アマチュアリーグ
- 1948年-1976年 サウス・ロンドン・アリアンスリーグ
- 1976年-1984年 ロンドン・スパルタンリーグ
- 1984年-現在 ケントリーグ

## 名称変更
- 1928年-1965年 ウーリッジ・ボロ・カウンシルFC
- 1965年-1984年 ロンドンボロ・オブ・グリニッジFC
- 1984年-現在 グリニッジ・ボロFC

## タイトル

### 国内タイトル
- ケントリーグ・シニアディヴィジョン:1回（1979年-1980年）
- サウス・ロンドン・スパルタンリーグ・プレミアディヴィジョン:7回（1960年-1961年、1961年-1962年、1962年-1963年、1963年-1964年、1964年-1965年、1965年-1966年、1966年-1967年）
- サウス・ロンドン・スパルタンリーグ・ディヴィジョン1:1回（1955年-1956年）
- サウス・ロンドン・スパルタンリーグ・ディヴィジョン2:1回（1954年-1955年）
- クィーン・メリーカップ:2回（1964年-1965年、1965年-1966年）
- ロンドン・スパルタンリーグ・シニアディヴィジョン:1回（1979年-1980年）
- ケントリーグ:2回（1986年-1987年、1987年-1988年）

### 国際タイトル
- なし